# کنکورد، انتاریو
کنکورد، انتاریو (به انگلیسی: Concord) یک منطقهٔ مسکونی در کانادا است که در Regional Municipality of York واقع شده‌است.

## خصوصیات
کنکورد ۸٬۲۵۵ نفر جمعیت دارد.